# Fast & Furious: Showdown
Fast & Furious: Showdown es un videojuego de carreras desarrollado por Firebrand Games. Fue publicado por Activision para Xbox 360, PlayStation 3, Wii U, Nintendo 3DS y Microsoft Windows. El juego se basa en la serie Fast & Furious y une la historia entre las películas Fast Five y Fast & Furious 6.

## Argumento
El jugador toma el control de muchos de los personajes principales de la serie Fast & Furious, a excepción del notablemente ausente Dominic Toretto.
La historia comienza con una escena cortada con Monica Fuentes encontrando a Riley Hicks hurgando en los archivos de su oficina. Riley se presenta y afirma que se encontrará con Luke Hobbs en 24 horas, y necesita saber todo lo que Hobbs ha estado haciendo. Las misiones son eventos que Monica le explicó para explicar con qué había estado lidiando Hobbs. A través de esto, vemos varios eventos de la película, como la escena de arrastre seguro de Fast Five, o la escena de secuestro de Fast & Furious.

## Jugabilidad
La jugabilidad de  Fast & Furious: Showdown  se centra en la conducción cooperativa y combate de coches. El juego se centra en diferentes misiones, todas centradas en conducir en bucles semi-destructibles. Estas misiones pueden variar desde una carrera normal hasta sobrevivir un cierto número de vueltas. En algunas misiones, el personaje puede necesitar secuestrar otro vehículo saltando desde la parte superior de su vehículo hacia el otro. Todos los autos tienen barras de salud, y algunos cuentan con habilidades.
El juego se puede jugar con un compañero de IA o en un juego cooperativo local. No hay juego en línea. La jugabilidad varía de tener 2 autos separados, a una persona manejando la torreta mientras la otra maneja, a una persona saltando del auto y secuestrando a la otra.

## Recepción
Fast & Furious: Showdown recibió críticas generalmente negativas de los críticos. El editor de IGN, Marty Sliva, dijo que el juego "parecía tratar de persuadirme activamente para que dejara de jugar antes de llegar a la meta". Alex V de New Game Network fue menos duro con el juego y dijo que " Fast and Furious: Showdown  solo debería ser de interés para los jugadores casuales que disfrutan de las películas".